# Лінія безпосереднього зв'язку
Лі́нія безпосере́днього зв'язку́ або Лінія БЗ (англ. local loop) — симетрична некомутована (постійна) лінія зв'язку, що з'єднує дві віддалені точки. Електричні параметри таких ліній повинні задовольняти технічним вимогам нормативно-правових актів Державного комітету зв'язку та інформатизації України.
Визначення local loop присутнє в Regulation (EC) No 2887/2000 [Архівовано 9 березня 2016 у Wayback Machine.] of the European Parliament and of the Council of 18 December 2000 on unbundled access to the local loop, де визначено, що лінія безпосереднього зв'язку є ланцюгом утвореним парою металічних кабелів фізично звитих між собою (physical twisted metallic pair circuit), що з'єднує точку закінчення мережі в приміщенні абонента з головним кросом (main distribution frame). 
У той же час документ під назвою Commission Recommendation of 11 September 2013 on consistent non-discrimination obligations and costing methodologies to promote competition and enhance the broadband investment environment (2013/466/EU [Архівовано 11 липня 2019 у Wayback Machine.]) встановлює, що лінія безпосереднього зв'язку може собою являти не лише металеву пару проводів, а й оптичне волокно.  
На відміну від традиційної телефонної мережі загального користування, лінія БЗ не має телефонного номера, а кожен кінець лінії знаходиться у постійному з'єднанні один з одним. Лінії БЗ можуть бути використані для телефонного зв'язку, передавання даних або ж надання послуг Інтернету (тоді це має назву Виділена лінія). Деякі з ліній БЗ використовуються для послуг охоронної сигналізації, а деякі поєднують дві відомчі АТС.
Лінія постійного зв'язку між двома точками організовується телекомунікаційними компаніями (оператори та підприємства зв'язку). Зазвичай, лінії БЗ використовуються бізнесовими структурами щоб з'єднати географічно віддалені офіси. На відміну від dial-up з'єднань, лінія БЗ є постійно активною (тобто підтримує з'єднання увесь час).
Плата за таку лінію зв'язку зазвичай виплачується за фіксованим місячним тарифом (абонентська плата). Основними факторами що впливають на розмір щомісячного тарифу є дистанція між кінцевими точками та швидкість з'єднання. Через те, що така лінія не використовується для надання комунікаційних послуг для інших фізичних та юридичних осіб, телекомунікаційна компанія може гарантувати заявлену якість та швидкість зв'язку.
Наприклад, канал E1 може бути відданий в оренду (лізинг), і забезпечувати максимальну швидкість передавання даних на рівні 2,048 Мбіт/сек. Користувач може розділити свою інформацію для передачі на різні лінії зв'язку методом мультиплексії, наприклад на передавання даних та голосу, або ж використовувати своє з'єднання для одного швидкісного каналу зв'язку. Все частіше, лінії БЗ використовуються компаніями, та навіть приватними особами, для доступу до Інтернету по виділенній лінії, тому що в такому випадку вони можуть собі дозволити більшу швидкість передавання данних за дуже високої якості, що вигідно з цінової точки зору для користувачів Інтернету.